# Ержбет (мост)
Ержбет (на унгарски: Erzsébet híd) е мост, който се намира в Будапеща и свързва двата бяга на река Дунав – Буда и Пеща. Именуван е на австро-унгарската кралица Елизабет Баварска. Представлява висящ мост с дължина 378,6 m и височина 27,1 m.
Мостът е построен между 1897 и 1903 г. и се слави с голям корупционен скандал при началното му изграждане. Дизайнер на моста е Пал Саволи. По-късно, по време на Втората Световна война мостът е разрушен при отстъпването на германската армия, както почти всички други мостове по река Дунав. Възстановен е в днешния му вид през 1961 – 1964 г.
1. ↑  www.sulinet.hu